# Lyijykomppania
Lyijykomppania – fińska grupa heavymetalowa założona w 1981. Rozpadła się w 1983, ale ponownie sformowana w 1990 z takim samym składem jak wcześniej. Rozpadła się znowu w 1998 i kolejny raz została reaktywowania w 2003. Nazwa oznacza „kompania ołowiowa”. Wszystkie teksty piosenek są w języku fińskim.

## Muzycy

### Obecny skład zespołu
- Petteri Virtanen – śpiew, gitara basowa (2006–)
- Joni Rossi – gitara elektryczna (2007–)
- Esa Moilanen – perkusja (1981–1983, 1990–1998, 2003–)

### Byli członkowie zespołu
- Petri Lindström – gitara elektryczna (1996–1998, 2003–2007)
- Timo Rautiainen – gitara elektryczna, śpiew (1981–1983, 1990–1996)
- Jarkko Strandman – gitara elektryczna, śpiew (1996–1998, 2003–2005)
- Olli Jaatinen – gitara basowa (1981–1983, 1990–1992)
- Tapio Wilska – gitara basowa (1993)
- Arto Alaluusua – gitara basowa (1994–1996)

## Dyskografia

### Albumy studyjne
- Lyijykomppania (1993)
- Uimakoulu (1993)
- Viimeinen Voitelu (1996)
- Harmaita Säveliä (2005)
- Sota, nälkä, rutto, kuolema (2010)
- Tietoja epäonnistumisista ja päättämättömyyksistä, tai Väkivaltaa ja vääriä lääkkeitä (2018)
- Tarpeettomia ikävyyksiä. (2021)
- 1993 - 1996 (2021)

### Minialbumy
- Synkkää jynkytystä (1991)
- Suden Hetki (1994)
- Kehitys Kulkee Perse Edellä (2004)
- Mennyt maailma (2007)

### Single
- Ohjelmanjulistus (1992)
- Helsinki tulessa! / Isä heiluu kirveellä (2017)
- Yksinäisen tähden harhailija / ART (2019)
- Kuolemaneskadroona (2020)

### Koncerty
- Viinasta, kuolemasta ja maailmanlopusta (1997)